# Баженовское сельское поселение (Свердловская область)
Баженовское се́льское поселе́ние — муниципальное образование в Байкаловском районе Свердловской области Российской Федерации.
Административный центр — село Баженовское.

## География
Поселение на севере поселение граничит с Туринским городским округом, на западе — с Краснополянским сельским поселением, на юге — с Байкаловсим сельским поселением, на востоке — с Слободо-Туринским районом. Площадь — 460,26 км².

## История
Баженовское сельское поселение образовано 1 января 2006 года в соответствии с Федеральным Законом «Об общих принципах организации местного самоуправления» от 06.10.2003 г. путём слияния Баженовского, Вязовского, Городищенского и Нижнеиленского сельских советов.

## Флаг
Флаг утверждён 2 апреля 2009 года решением думы муниципального образования Баженовское сельское поселение № 19 и внесён в Государственный геральдический регистр Российской Федерации с присвоением регистрационного номера 4752.

### Описание
«Полотнище синего цвета с отношением ширины к длине 2:3, несущее у верхнего края, белый, вершиной вниз, треугольник, основание которого совпадает с верхним краем полотнища, а высота составляет 1/3 от его ширины; на белой части помещено изображение трёх синих полевых цветов, на синей — журавль с поднятыми крыльями и головой, выполненное белым и чёрными цветами. Обратная сторона зеркально воспроизводит лицевую».

## Население
| 2010  | 2011  | 2012  | 2013  | 2014  | 2015  | 2016  |
| ----- | ----- | ----- | ----- | ----- | ----- | ----- |
| 3530  | ↘3524 | ↘3417 | ↘3364 | ↘3323 | ↘3191 | ↘3130 |
| 2017  | 2018  | 2019  | 2020  | 2021  | 2023  |       |
| ↗3141 | ↘3108 | ↘3048 | ↘3020 | ↗3097 | ↘3020 |       |

## Состав сельского поселения
| №  | Населённый пункт | Тип населённого пункта       | Население |
| -- | ---------------- | ---------------------------- | --------- |
| 1  | Баженовское      | село, административный центр | ↘189      |
| 2  | Боровикова       | деревня                      | →50       |
| 3  | Верхняя Иленка   | деревня                      | ↘193      |
| 4  | Власова          | деревня                      | ↘37       |
| 5  | Вязовка          | деревня                      | ↘447      |
| 6  | Городище         | село                         | ↘634      |
| 7  | Гуляева          | деревня                      | ↘162      |
| 8  | Кадочникова      | деревня                      | ↘73       |
| 9  | Красный Бор      | посёлок                      | ↘37       |
| 10 | Лукина           | деревня                      | ↘1        |
| 11 | Макушина         | деревня                      | ↘156      |
| 12 | Нижняя Иленка    | деревня                      | ↘459      |
| 13 | Палецкова        | деревня                      | ↘427      |
| 14 | Скоморохова      | деревня                      | ↘85       |
| 15 | Степина          | деревня                      | ↘87       |
| 16 | Субботина        | деревня                      | ↘61       |